# Monts-en-Ternois
Monts-en-Ternois là một xã trong tỉnh Pas-de-Calais, vùng Hauts-de-France, Pháp. 
Monts-enTernois có cự ly 20 dặm (32 km) phía tây Arras, tại giao lộ của các tuyến đường D23 và đường D82.

## Dân số
| 1962                                                              | 1968 | 1975 | 1982 | 1990 | 1999 | 2006 |
| ----------------------------------------------------------------- | ---- | ---- | ---- | ---- | ---- | ---- |
| 116                                                               | 117  | 94   | 80   | 72   | 70   | 57   |
| Số liệu điều tra dân số tính từ năm 1962, dân số chỉ tính một lần |      |      |      |      |      |      |

## Địa điểm nổi bật
- Nhà thờ St.Adrien, thế kỷ 16.